# James Ralston

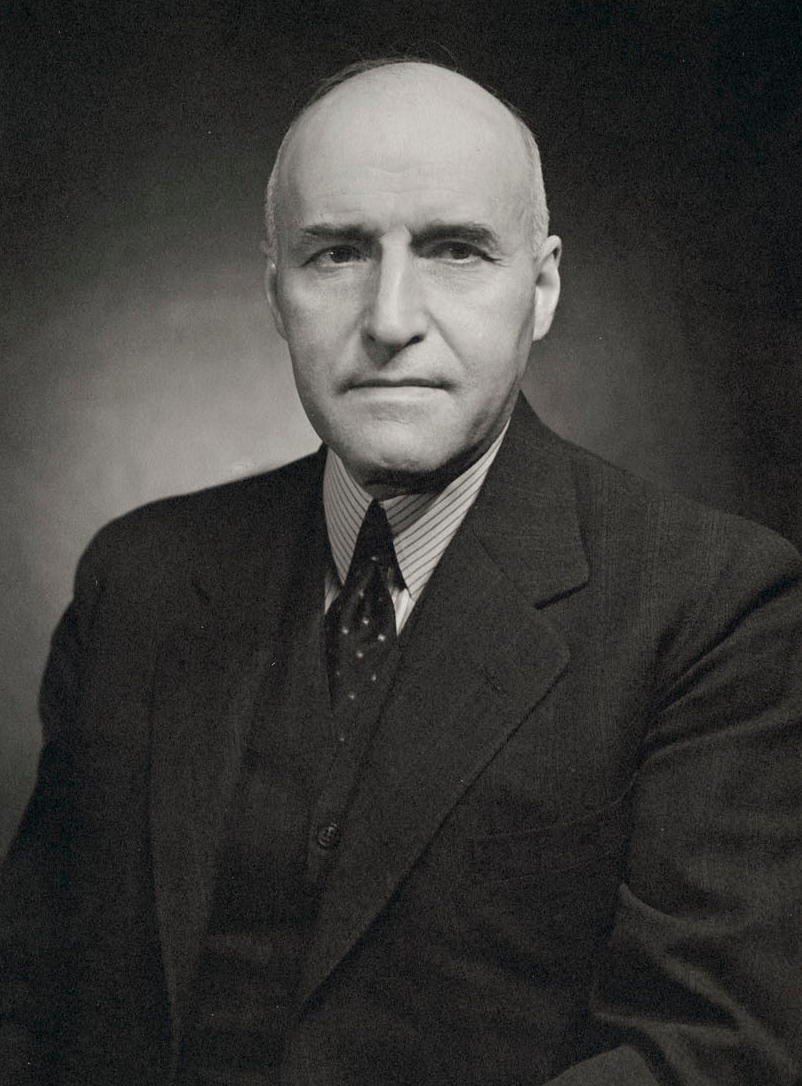
James Ralston

The Hon. James Layton Ralston, PC, CMG, DSO, KC (* 27. September 1881 in Amherst, Nova Scotia; † 21. Mai 1948 in Montreal, Québec) war ein kanadischer Offizier und Politiker der Liberalen Partei Kanadas, der unter anderem zwischen 1926 und 1935 sowie von 1940 bis 1945 Mitglied des Unterhauses war. Er fungierte ferner zwischen 1926 und 1930 im 14. Kanadischen Kabinett als Verteidigungsminister sowie im 16. Kanadischen Kabinett zwischen 1939 und 1940 erst als Finanzminister und daraufhin von 1940 bis zu seinem Rücktritt im Zuge der Wehrpflichtkrise von 1944 noch einmal als Verteidigungsminister.

## Leben
James Layton Ralston, Sohn von Burnett William Ralston und Bessie Chipman Layton, absolvierte ein Studium der Rechtswissenschaften an der Dalhousie University und nahm dessen Abschluss mit einem Doktor der Rechte (LL.D.) eine Tätigkeit als Barrister auf. Er wurde Partner der Anwaltskanzlei „Ralston, Kearney, Duquet & MacKay“ und erhielt zudem einen Doktor des Zivilrechts (DCL) der Acadia University. Am 26. Oktober 1908 kandidierte er für die Liberalen Partei Kanadas für ein Mandat im Unterhaus im Wahlkreis „Cumberland“, dessen bisheriger Wahlkreisinhaber sein Onkel Hance James Logan war. Er erreichte dabei 4310 Stimmen, unterlag allerdings seinem Gegenkandidaten Edgar Nelson Rhodes, der 4800 Stimmen erhielt. Drei Jahre später wurde er am 14. Juni 1911 für die Nova Scotia Liberal Party Mitglied im Abgeordnetenhaus von Nova Scotia und vertrat in diesem bis zum 26. Juli 1920 den dortigen Wahlkreis „Cumberland“. 
Ralston wurde für seine anwaltlichen Verdienste 1914 Kronanwalt (King’s Counsel) und nahm nach einer Offiziersausbildung beim Canadian Officers’ Training Corps (COTC) am Ersten Weltkrieg teil. Er wurde 1916 zum Oberstleutnant in dem zur Canadian Expeditionary Force (CEF) gehörenden 85th Battalion (Nova Scotia Highlanders) befördert und erhielt für seine Verdienste am 27. September 1917 den Distinguished Service Order (DSO). Im weiteren Kriegsverlauf nahm er an der Schlacht bei Amiens (8. August bis 11. August 1918) und der Hunderttageoffensive an der Westfront (8. August bis 11. November 1918) teil und wurde am 3. Juli 1919 zum Companion des Order of St Michael and St George (CMG) ernannt. In der Zwischenkriegszeit war er vom 22. Juli 1922 bis 1924 Vorsitzender der Königlichen Kommission für Renten und Wiedereingliederung und wurde im April 1924 zum Oberst der 17. Infanteriebrigade befördert.

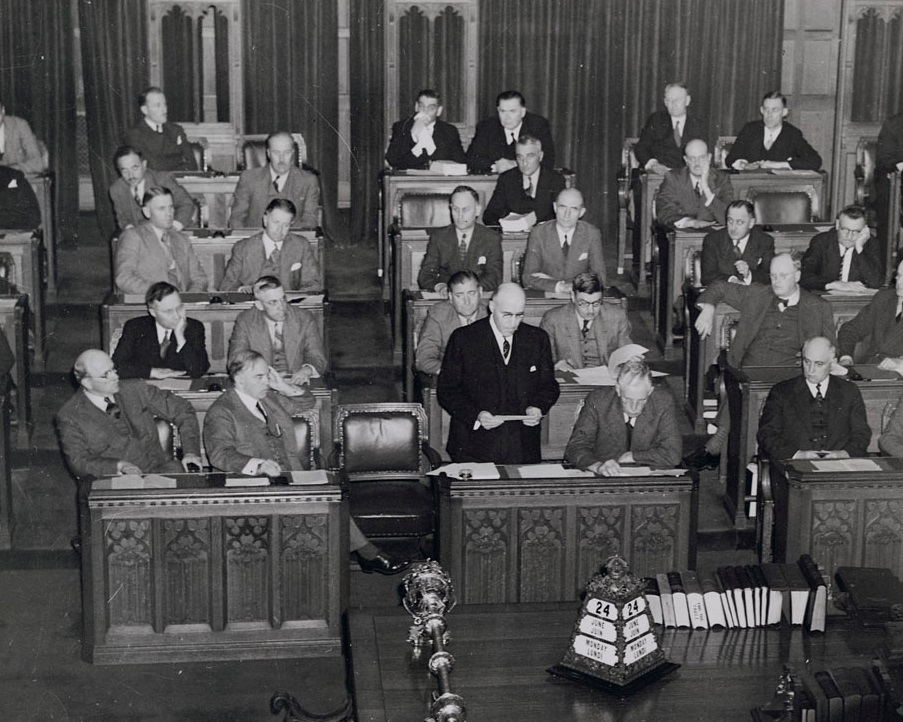
Ralston bei einer Rede im Unterhaus.

Am 14. September 1926 bewarb sich Ralston für die Liberale Partei im 2-Abgeordneten-Wahlkreis „Halifax“ erneut für ein Mandat im Unterhaus, wobei er dieses Mal mit 14.139 Stimmen den dritten Platz nach den beiden gewählten Kandidaten der Konservativen Partei Kanadas, William Anderson Black (17.911 Stimmen) und Felix Patrick Quinn (17.171 Stimmen) belegte. Nachdem der bisherige Abgeordnete Paul Hatfield am 6. Oktober 1926 zum Mitglied im Senat von Kanada ernannt worden war, wurde Ralston bei der dadurch notwendigen Nachwahl im Wahlkreis „Shelburne-Yarmouth“ am 2. November 1926 per Akklamation wieder Mitglied des Unterhauses. Er vertrat diesen Wahlkreis nach seiner Wiederwahl am 28. Juli 1930 mit 8173 Stimmen bis zur Zusammenlegung des Wahlkreises mit dem Wahlkreis „Digby and Annapolis“ zum Wahlkreis „Shelburne-Yarmouth-Clare“ am 13. Oktober 1935.
Am 8. Oktober 1926 übernahm James Layton Ralston im 14. Kanadischen Kabinett von James Alexander Robb den Posten als Minister für nationale Verteidigung und bekleidete diesen bis zum 7. August 1930. 1926 wurde er Mitglied des Kronrates (PC), ein politisches Beratungsgremium des kanadischen Monarchen, dessen Mitglieder auf Empfehlung des Premierministers durch den Generalgouverneur auf Lebenszeit ernannt werden. Zugleich war er als Nachfolger von James Horace King vom 19. Juni bis zum 7. August 1930 Minister für Pensionen und nationale Gesundheit.

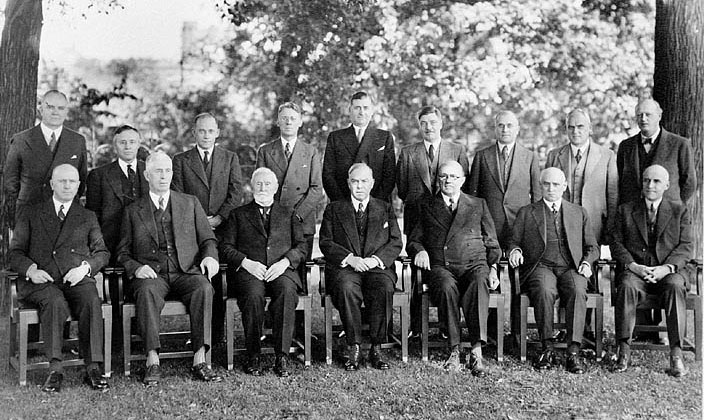
Ralston (sitzend, rechts) und die anderen Mitglieder des 16. Kanadischen Kabinetts (18. September 1939).

Nach dem Tode des bisherigen Abgeordneten Alfred Edgar MacLean am 28. Oktober 1939 wurde Ralston, der auch Mitglied der Verwaltungsräte der Acadia University sowie der McMaster University war, als dessen Nachfolger bei der Nachwahl im Wahlkreis „Prince“ am 2. Januar 1940 erneut per Akklamation zum Mitglied des Unterhauses gewählt und gehörte diesem nach seiner Wiederwahl am 26. März 1940 mit 8745 Stimmen nunmehr bis zum 10. Juni 1945 an, woraufhin John Watson MacNaught neuer Abgeordneter wurde. Im 16. Kanadischen Kabinett bekleidete er als Nachfolger von Charles Avery Dunning vom 6. September 1939 bis zu seiner Ablösung durch James Lorimer Ilsley 4. Juli 1940 zunächst das Amt als Finanzminister und Schatzmeister. Im Anschluss löste er am 5. Juli 1940 Charles Gavan Power als Minister für nationale Verteidigung. Im Zweiten Weltkrieg riet er während der Wehrpflichtkrise dem Premierminister William Lyon Mackenzie King, von der Politik des freiwilligen Systems abzuweichen, da es im Ausland an Verstärkung mangele. Nachdem der Rat abgelehnt worden war, trat er am 1. November 1944 zurück und General Andrew McNaughton wurde neuer Verteidigungsminister.